# Тит Мененій Ланат (консул 452 року до н. е.)
Тит Мене́ній Лана́т (лат. Titus Menenius Lanatus, також Gaius чи Lucius; V століття до н. е.) — політичний, державний і військовий діяч часів ранньої  Римської республіки, консул 452 року до н. е.

## Біографія
Походив з патриціанського роду Мененіїв. Існують розбіжності стосовно його преномену — окрім Тита його в різних джерелах називали також Гаєм і Луцієм. Його батьком був Тит Мененій Ланат, консул 477 року до н. е. 
У 452 році до н. е. його було обрано консулом разом з Публієм Сестієм Капітоліном Ватиканом. Останній від'їжджав до Афін з посольством задля вивчення грецьких законів Солона. Посольство повернулося того ж року. Тоді ж почалися заворушення, пов'язані з вимогами народних трибунів приступати до кодифікації права і з претензіями плебеїв на включення їхніх представників до складу децемвірської колегії. Зрештою було досягнуто згоди усіх верств на створення Першої колегії децемвірів для складання законів (лат. decemviri legibus scribundis). 
З того часу про подальшу долю Тита Мененія Ланата згадок немає.